# Pfaff (Instrumentenbauer)
Pfaff ist der Name einer deutschen Instrumentenbauerfamilie.
Aus der Familie des Drehers Johannes Pfaff (* 1776, † 1829) aus Kaiserslautern erlernten in der ersten Hälfte des 19. Jahrhunderts fünf Söhne den Beruf des Instrumentenbauers.
- Johann Jakob Pfaff (* 1807 in Kaiserslautern, † 1845). Eine erste Werbung für seine Instrumente ist aus dem Kaiserslauterer Wochenblatt vom 8. Juli 1832 bekannt.
- Franz Pfaff (Instrumentenbauer) (* 1815 in Kaiserslautern, † 1895 in Kaiserslautern) bot bei der „Ausstellung der Industrie-Produkte der Pfalz“ 1843 in Kaiserslautern Flöten, Klarinetten und Trompeten an. Nach dem Tod des Enkels von Franz Pfaff, 1899, übernahm Friedrich Mallach seine Musikinstrumentenfabrik. Instrumente mit eigenem Logo ergänzten ab ca. 1915 die bewährten Pfaff-Instrumente. Das Geschäft schloss 1930, nachdem es von Gegnern der Separatisten Autonome Pfalz, zu deren Anhängern Mallach gehörte, verwüstet worden war.
- (Johannes) (John) Pfaff (* 1817 in Kaiserslautern, † 1887 in Philadelphia), hatte dort einen kleinen Instrumentenhandel.
- Georg (George) Pfaff (* 1821 in Kaiserslautern, † 3. März 1867 in Sacramento). Dort betrieb er zusammen mit Salvator Rosa einen Instrumentenhandel.
- Georg Michael Pfaff (1823–1893) eröffnete 1848 in der Rummelstraße eine Werkstatt für Blechblasinstrumente. 1862 stellte er seine erste Nähmaschine vor. Bis 1873 bot er neben den Instrumenten auch Nähmaschinen an. Ab 1873 gab er den Musikinstrumentenbau auf und widmete sich danach ausschließlich dem Bau von Nähmaschinen.